# Federación Internacional de Fisicoculturismo

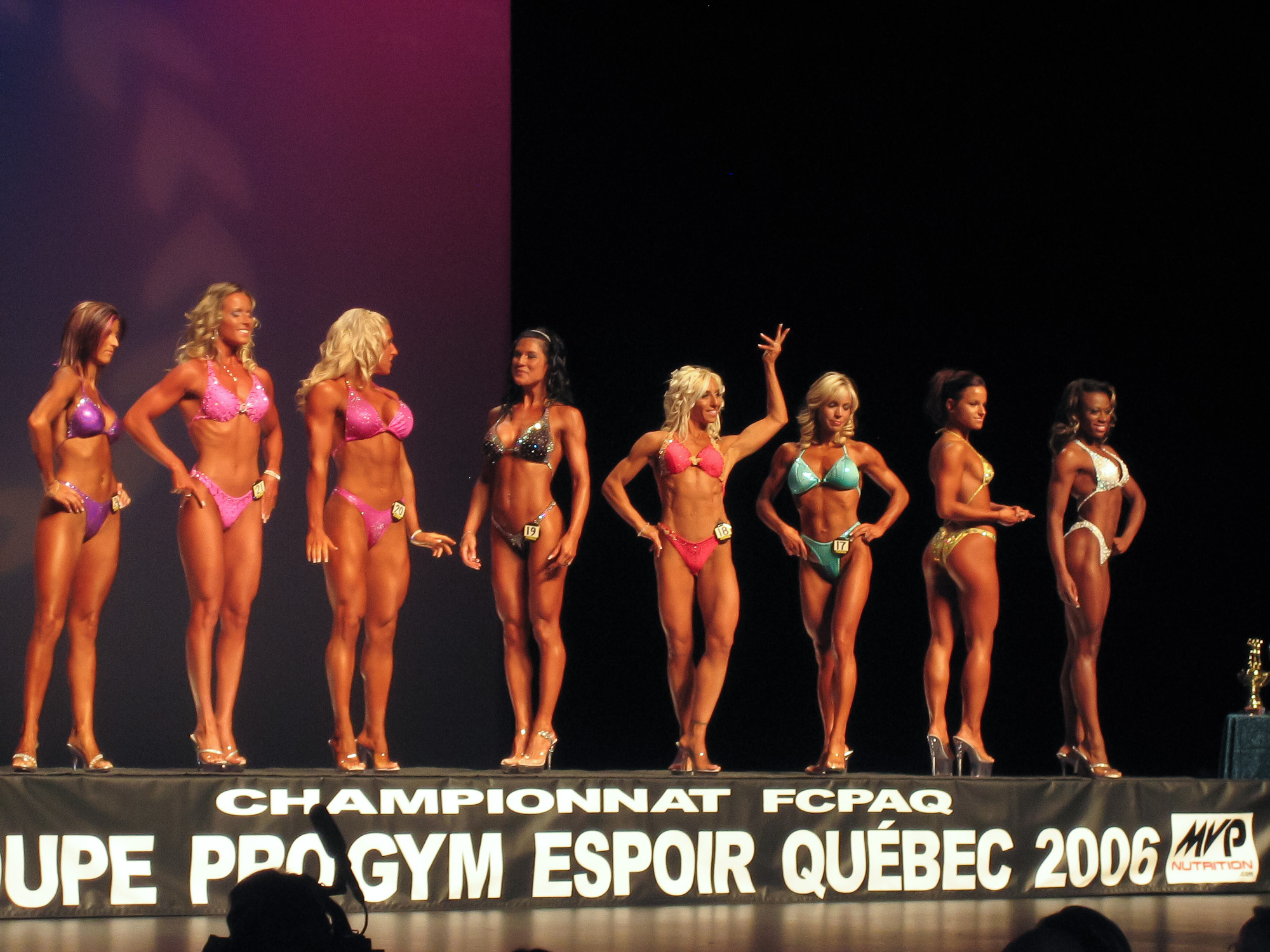
Competidoras de una competición de Fisicoculturismo

La Federación Internacional de Fisicoculturismo (IFBB, por sus siglas en inglés: International Federation of BodyBuilding and Fitness) es una organización deportiva reconocida por el GAISF como única entidad internacional representativa del fisicoculturismo en el mundo. Fue creada en 1948 por Ben Weider y Joe Weider, y desde finales de los ochenta está en conversaciones con el COI para que el fisicoculturismo sea aceptado como deporte olímpico. El fisicoculturismo ya es deporte olímpico en varios comités regionales del IOS como deporte con pleno derecho, con medalla de forma permanente en:
- Juegos del Sudeste Asiático.
- Juegos Asiáticos.
- Juegos Centroamericanos.
- Juegos del Pacífico Sur.

En la actualidad, el veterano presidente y fundador de este organismo deportivo, uno de los que más federados tiene en el mundo, Ben Weider, ha dejado paso a un destacado embajador del culturismo, el español Rafael Santonja. Tiene un total de 191 países miembros de pleno derecho, siendo la 6.ª federación internacional con mayor número de países miembros; los campeonatos del mundo masculinos cuentan con más de 300 participantes de más de 60 países.
La IFBB colabora con la Agencia Mundial Antidopaje, organismo dependiente del COI, para erradicar el dopaje en este deporte, que es uno de los más perjudicados por esta práctica; de hecho, la organización de los Juegos Mundiales excluyó a la IFBB de manera permanente en abril de 2010 por esta causa.